# Ragnar Melén
Ragnar Melén (Nordmaling, 24 maart 1895 – Håsjö, 27 juli 1961) was een Zweedse middellangeafstandsloper.
Melén nam nooit deel aan de Olympische Spelen, maar behaalde tijdens zijn carrière wel mooie resultaten op de Zweedse kampioenschappen.

## Titels
- Zweeds kampioen 800 m - 1917
- Zweeds kampioen 400 m horden - 1918
- Zweeds kampioen 4 x 400 m - 1917, 1918

## Palmares

### 400 m
- 1918:  Zweedse kamp.

### 800 m
- 1914:  Zweedse kamp.
- 1917:  Zweedse kamp. - 1.58,4
- 1918:  Zweedse kamp.

### 1500 m
- 1914:  Zweedse kamp.

### 400 m horden
- 1917:  Zweedse kamp.
- 1918:  Zweedse kamp. - 58,0 s

### 4 x 400 m
- 1917:  Zweedse kamp. - 3.28,4
- 1918:  Zweedse kamp. - 2.28,8